# Stentoftenstenen
Stentoftenstenen (signum DR 357, alternativt signum Bl 3) är en runsten i Sölvesborgs stad i Listers härad i Blekinge. Inskriftens första del handlar enligt den allmänt godtagna tolkningen om ett blot, och senare delen av inskriften är en förbannelseformel.
Runstenen ingår i den betydelsefulla gruppen Blekingestenarna, som tillsammans ger en i Nordens förhistoria unik bild av en politiskt och religiöst ledande ätt av namngivna män som möjligen var hövdingar i ett folkland före vikingatiden.

## Upptäckt och allmän karakteristik
Stenen påträffades 1823 på Sölvesborgs slotts ägor nära Sölvesborgsviken. Stenen stod länge i en kåltäppa som tillhörde Sölvesborgs slott, på en stenlagd markbit som hette Stentoften, helt nära den gamla borgruinen. Den var omgärdad av fem större skarpkantade stenar som bildade en femkant runt den. Stenen kan ha ingått i ett större monument likt Björketorpsstenen tillsammans med andra resta stenar.
Därefter flyttades stenen till Sölvesborgs kyrka. Den är placerad i kyrkans vapenhus. Utanför kyrkan står runstenen Sölvesborgsstenen, DR 356, som även den är flyttad hit.
Stenen är av granit, 120 centimeter hög, 80 centimeter bred och 46 centimeter tjock.

## Datering
Stenen kan dateras till tiden mellan år 520 och 700 e.Kr. Tiden kallas yngre germansk järnålder i dansk arkeologi och vendeltid i svensk arkeologi. Språket inskriften brukar räknas som urnordiska, men det är sen urnordiska, stadd i förändring jämfört med den (åtminstone skenbart) enhetliga urnordiskan.

## Inskriften

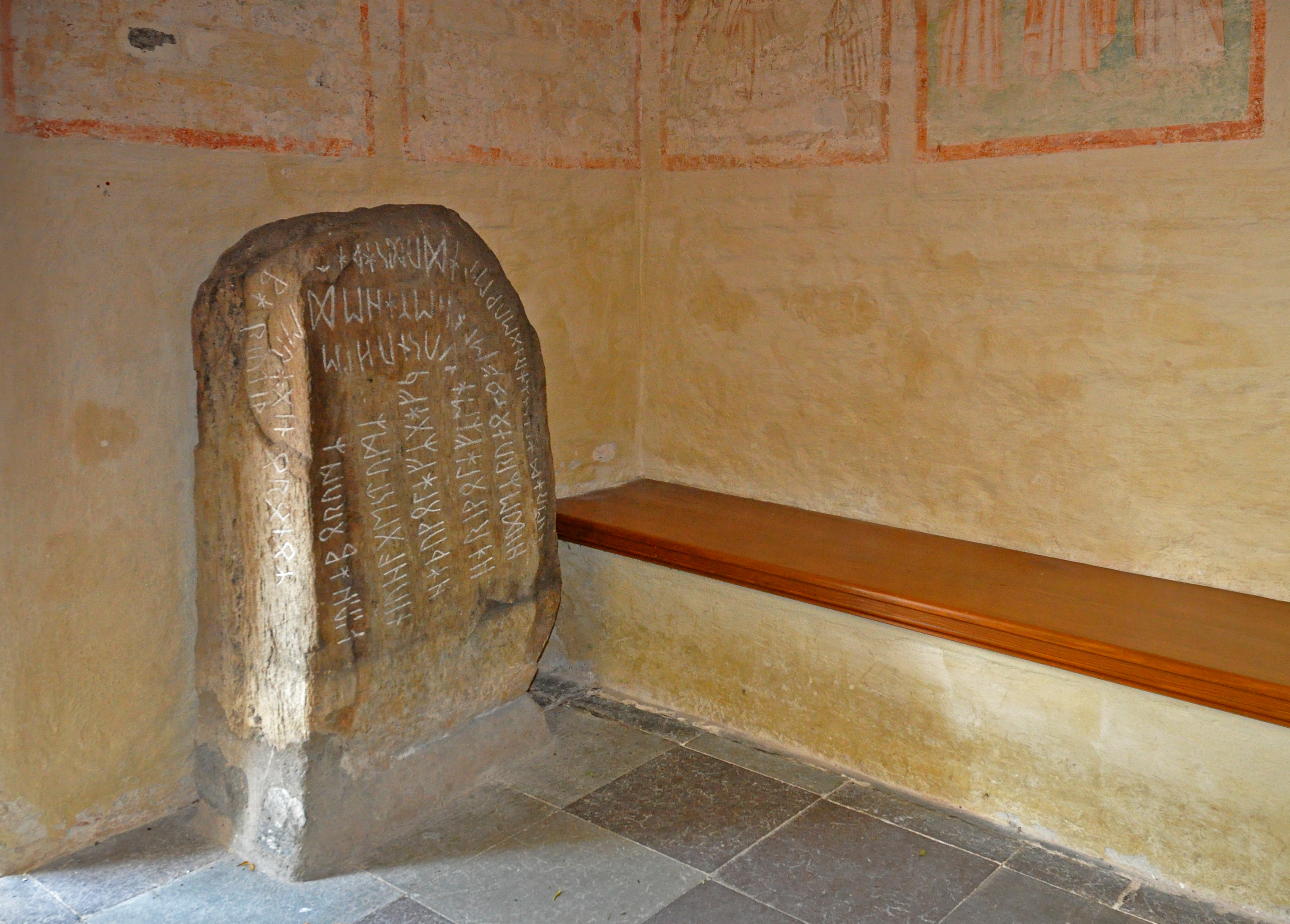
Femte och sjätte raderna forsätter på sidan av stenen.

Inskriften är huggen med den urnordiska futharkens runor och texten löper nerifrån och upp i sex rader, varav de tre sista böjer sig i en båge utmed stenens avrundade topp. Translitterering, normalisering och äversättning anges här efter Riksantikvarieämbetets auktoritativa forskningsplattform Runor.
Runskrift (äldre futhark):
ᛅᛁᚢᚺᛡᛒᛟᚱᚢᛗᛦ
ᚾᛁᚢᚺᚨᚷᛖᛋᛏᚢᛗᛦ
ᚺᛡᚦᚢᚹᛟᛚᛡᚠᛦᚷᛡᚠᛃ
ᚺᛡᚱᛁᚹᛟᛚᛡᚠᛦᛗᛡ‐‐ᚢᛋᚾᚢᚺ‐ᛖ
ᚺᛁᛞᛖᛦᚱᚢᛅᛟᛅᛟᚠᛖᛚᛡᚺᛖᚴᛡᚺᛖᛞᛖᚱᛡᚷᛁᚾᛟᚱᛟᚾᛟᛦ
ᚺᛖᚱᛗᛡᛚᛡᛋᛡᛦᛡᚱᚷᛖᚢᚹᛖ(ᛚ)ᛡᛞᚢᛞᛋᛋᛡᚦᛡᛏᛒᛡᚱᛁᚢᛏᛁᚦ
Translitterering av runraden:
§A niu hᴀborumz ¶ niu hagestumz ¶ hᴀþuwolᴀfz gᴀf j ¶ hᴀriwolᴀfz (m)ᴀ--u snuh-e ¶ hidez runono fe(l)(ᴀ)h ekᴀ hed¶erᴀ §B ginoronoz §C herᴀmᴀlᴀsᴀz ¶ ᴀrᴀgeu we(l)ᴀduds││sᴀ þᴀt §D bᴀriutiþ
Normalisering till urnordiska:
§A Niu habrumz, niu hangistumz Haþuwulfz gaf j[ar], Hariwulfz … … haidiz runono, felh eka hedra §B ginnurunoz. §C Hermalausaz argiu, Weladauþs, sa þat §D briutiþ.
Översättning till engelska:
Nine bucks, nine stallions, Haþuwulfar gave fruitful year, Hariwulfar … I, master of the runes(?) conceal here, Hariwulfar … I, master of the runes(?) conceal here §B runes of power. §C Incessantly (plagued by) maleficence, (doomed to) insidious death (is) he who this §D breaks.
Inledningsorden på svenska:
Med nio bockar
med nio hingstar
gav Haþuwolfʀ gott år.

En äldre tolkning anges också av Riksantikvarieämbetet. Den äldre tolkningen avviker endast i början av inskriften:
Translitterering: §A niuhᴀborumz ¶ niuhagestumz ¶ hᴀþuwolᴀfz gᴀf j ¶ hᴀriwolᴀfz (m)ᴀ--u snuh-e ¶ hidez runono fe(l)(ᴀ)h ekᴀ hed¶erᴀ §B ginoronoz §C herᴀmᴀlᴀsᴀz ¶ ᴀrᴀgeu we(l)ᴀduds| |sᴀ þᴀt §D bᴀriutiþ
Urnordiska: §A <niuha>borumz <niuha>gestumz Haþuwulfz gaf j[ar], Hariwulfz … … haidiz runono, felh eka hedra §B ginnurunoz. §C Hermalausaz argiu, Weladauþs, sa þat §D briutiþ.

Engelska: §A (To the) <niuha>dwellers (and) <niuha>guests Haþuwulfar gave ful year, Hariwulfar … I, master of the runes(?) conceal here §B runes of power. §C Incessantly (plagued by) maleficence, (doomed to) insidious death (is) he who this §D breaks.
Mellanslagen i translittereringarna finns ej i inskriften, utan är en del av den runologiska tolkningens uppdelning i ord. Nutidsspråket i översättningarna är engelska, eftersom ansvariga myndigheter auktoriserar de för tillfället bästa publicerade översättningen av hela inskriften, som i detta fall är en engelsk översättning.
I translittereringar och normaliseringar syns skrivtecknen z och ʀ. De är historiskt samma fonem. Ett ursprungligt /z/‑fonem blev någon annan sibilant, ofta kallad ”palatalt r”, vars ljudvärde inte är exakt känt. I translitterering och normalisering av vikingatida inskrifter skrivs det ʀ, och i analys av urnordiska inskrifter växlar bruket mellan z och ʀ.
Tecknet ¶ betecknar radbyte, och §A–§D betecknar inskriftsytor. Tecknet ‐ betecknar oläsbar runa. Tecknen || betecknar dubbelläst runa. Tecknen < > betecknar, i normalisering och översättning, runföljd som inte kan tolkas i en för övrigt tolkad inskrift; inom vinkelparentesen står runföljden translittererad".

## Tolkning
I tolkningshänseende består inskriften av tre delar. Om den tredje delen, hidez runono fe(l)(ᴀ)h ekᴀ hed¶erᴀ §B ginoronoz §C herᴀmᴀlᴀsᴀz ¶ ᴀrᴀgeu we(l)ᴀduds, finns sedan länge konsensus om meningen och avsikten, även om många grammatiska detaljer och ord kan tydas olika: avslutningen är en förbannelse över den, som förstör minnesmärket.
Den andra delen, hᴀriwolᴀfz (m)ᴀ--u snuh-e, innehåller med säkerhet namnet Hariwolfʀ, men resten av meningen varest Hariwolfʀ är subjekt har inte kunnat tydas. Några runor är skadade och otydliga.
Runologer hade länge svårt att tyda första delen av inskriften. År 1989 framlade Lillemor Santesson en nytolkning, som i det närmaste har skapat konsensus bland runologer.
niu hᴀborumz ¶ niu hagestumz ¶ hᴀþuwolᴀfz gᴀf j

Niu habrumz, niu hangistumz Haþuwulfz gaf j[ar].

Med nio bockar, med nio hingstar, gav Haþuwolfʀ gott år.
De viktigaste punkterna i Lillemor Santessons tolkning är följande.
- niu tolkas, liksom i några tidigare tolkningar, som räkneordet nio.[5]
- hᴀborumz tolkas som (sen) urnordisk dativ pluralis *haƀrumʀ av *haƀrʀ,[f] *urgermanska *haƀraʀ, ”bock”.[5] ‑o‑ ses som en svarabhaktivokal, vilket är den enda punkt där en förklaring som inte följer en direkt naturlig läsning behöver tillgripas i nytolkningen.[5]
- hagestumz tolkas som dativ pluralis av ett ord motsvarande urgermanska *hangistaʀ, ”hingst”.
- Likheten mellan de fem första runorna i första och andra raden (niuhᴀ och niuha) har förlett forskare att tro, att det är samma ord. Ordet nio upprepas, men i hᴀ och ha finns en skillnad i a‑ljudet. Runan som translittereras ᴀ har utvecklats ur den gamla j‑runan, som hette *jāra (”god årsväxt”, ”år”), därför att uddljudande j‑ föll.[10] Första ljudet i runors namn var det ljud som runan betecknade, och när fonemet /j/ försvann i nordiska språk började *āra/āra (utvecklat ur *jāra) att beteckna ett a‑ljud genom systemtvång.[g] Stentoftenstenens skapare använde den nya ᴀ‑runan för onasalerat a‑ljud, och den gamla a‑runan *ansuz, för nasalerat a‑ljud; vokalen i namnet *ansuz (åsagud, asagud) blev nasalerad.[10][5] I hagestumz är a‑ljudet nasalerat, och n‑ljudet före det homorgana ‐g‑ skrevs inte ut, vilket är vanligt i runinskrifter.[5][14]
- Både ”bockar” och ”hingstar” står i instrumental dativ; blotherren Haþuwolfʀ blotar med nio bockar och nio hingstar.[5]
- Runföljden gestumz har varit ett problem för runologer.[3][5] De har tolkat det som dativ pluralis av ”gäst”, som fanns som gastiz på ett av Gallehushornen.[3][5] Stavningen gestumz skulle ha tytt på ett oväntat tidigt i‐omljud; Lillemor Santessons nytolkning undanröjer den svårigheten.[3][5]

### Begreppsrunan ᛃ*jāra
Slutet av inledningen, ”gav HaþuwolfR gott år” fordrar ingen omtolkning. Sedan tidigare råder konsensus om att satsen slutar med ett ideogram, en så kallad begreppsruna som representerar sitt namn snarare än ett ljudvärde: den satsslutande runan ᛃ, translittererad j, står för det äldre urnordiska namnet för runan, rekonstruerat som *jāra, vilket sedermera utvecklats till år (kognat med engelska: year och tyska: Jahr där j‑ljudet finns kvar) och avledningen äring. Runan ᛃ *jāra avsåg snarast det senare, alltså ”(god) årsväxt samt årsskörd”, eller ”gott år”.

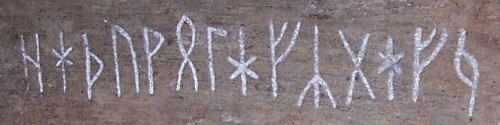
ᚺᚼᚦᚢᚹᛟᛚᚼᚠᛦ ᚷᚼᚠ ᛃ (Haþuwolafʀ gaf j, ”Hådulv gav [äring]”).

### Andra tolkningsförslag
En minoritet av runologer har vidhållit andra tolkningsförslag av inledningsraderna. Ottar Grønvik höll med om att inskriften handlar om ett offer, men menade att det första ordet i dativ vore hā-burum ”högborna, högättade unga män”, och att det andra ordet i dativ syftade på samma nio personer, alltså ett människooffer. Han uttydde också ordet hlé (”skydd”, ”fred”, nysvenska lä) i den av andra runologer outtydda fjärde raden, som enligt Ottar Grønvik skulle betyda att Hariwolfʀ skulle ge skydd.
Hermann Reichert försvarar den äldre uppfattningen, att de två orden i dativ icke är offrade människor; han menade att orden syftar på kolonisatörer på Listerlandet: ”nya bönder” och ”nya gäster”, som ges god äring, alltså att orden stode i dativens huvudfunktion (mottagare) snarare än i instrumentell dativ. Denna minoritetsuppfattning redovisas av Riksantikvarieämbetet ovan.

### Tolkning av personnamn
Runstenens personnamn har dels tolkats etymologiskt, dels har forskare diskuterat de urnordiska namnens motsvarigheter i fornnordiska och i nutida nordiska språk.

#### Personnamnens etymologier
Runstenens två personnamn följer två forngermanska namngivningsprinciper inom ätter: allitterationsprincipen och variationsprincipen som har den ditematiska namngivningsprincipen som förutsättning.
Inskriftens två personnamn hᴀþuwolᴀfz och hᴀriwolᴀfz allittererar på h‑. När man bortser från svarabhaktivokalen ‑ᴀ‑ är det tydligt, att det senare ledet i de ditematiska namnen är det klassiskt urnordiska wulfaz (ulv, varg), som på inskriftens sena urnodiska stadium blivit ‑wolfz, eller ‑wolfʀ med en annan normalisering.
Förledet haþu‑ motsvarar fornisländska hǫd (kamp, strid) Förleden i hᴀriwolᴀfz (normaliserat Hariwulfʀ eller Hariwulfz) betyder (krigs)här.

#### Personnamnens former under andra tidsskeden
I vetenskapliga utredningar om forntida nordiska personnamn på runstenar och i populariseringar framläggs ofta säkra eller hypotetiska utsagor om namnens fonologiska form under senare (ibland under tidigare) tidsskeden. Namnet hᴀþuwolᴀfz, normaliserat Haþuwulfʀ, Haþuwulfz eller Haþuwolfʀ, hade i klassisk urnordiska formen Haþuwulfaʀ, och utvecklades möjligen i fornordiska till det belagda namnet Hálfr (isländsdsk stavning), vilket på nutida fastlandsnordiskt språk bleve det icke belagda Hålv. En försiktigare hypotetisk modernisering är Hådulv.
Det vanligare namnet hᴀriwolᴀfz, normaliserat Hariwulfʀ eller Hariwulfz, i  urnordisk form Hariwulfaz, utvecklades i fornnordiska till Herjólfr (isländsdsk stavning), vilket på nutida fastlandsnordiskt språk hypotetiskt bleve Härjulv Herjolv eller Härjulf

## Blekingestenarna
Stentoftenstenen är den centrala urkunden i en grupp på fyra runinskrifter som ger en bild av det första skriftlig belagda väldet i Norden, ett hövdingadöme eller småkungadöme med centrum i Listerlandet. En ätt, som omfattade tre namngivna personer, har sannolikt haft politisk makt och har lett kulten (blotet) för god äring; se Blekingestenarna.